# Mikulášský vrkoč

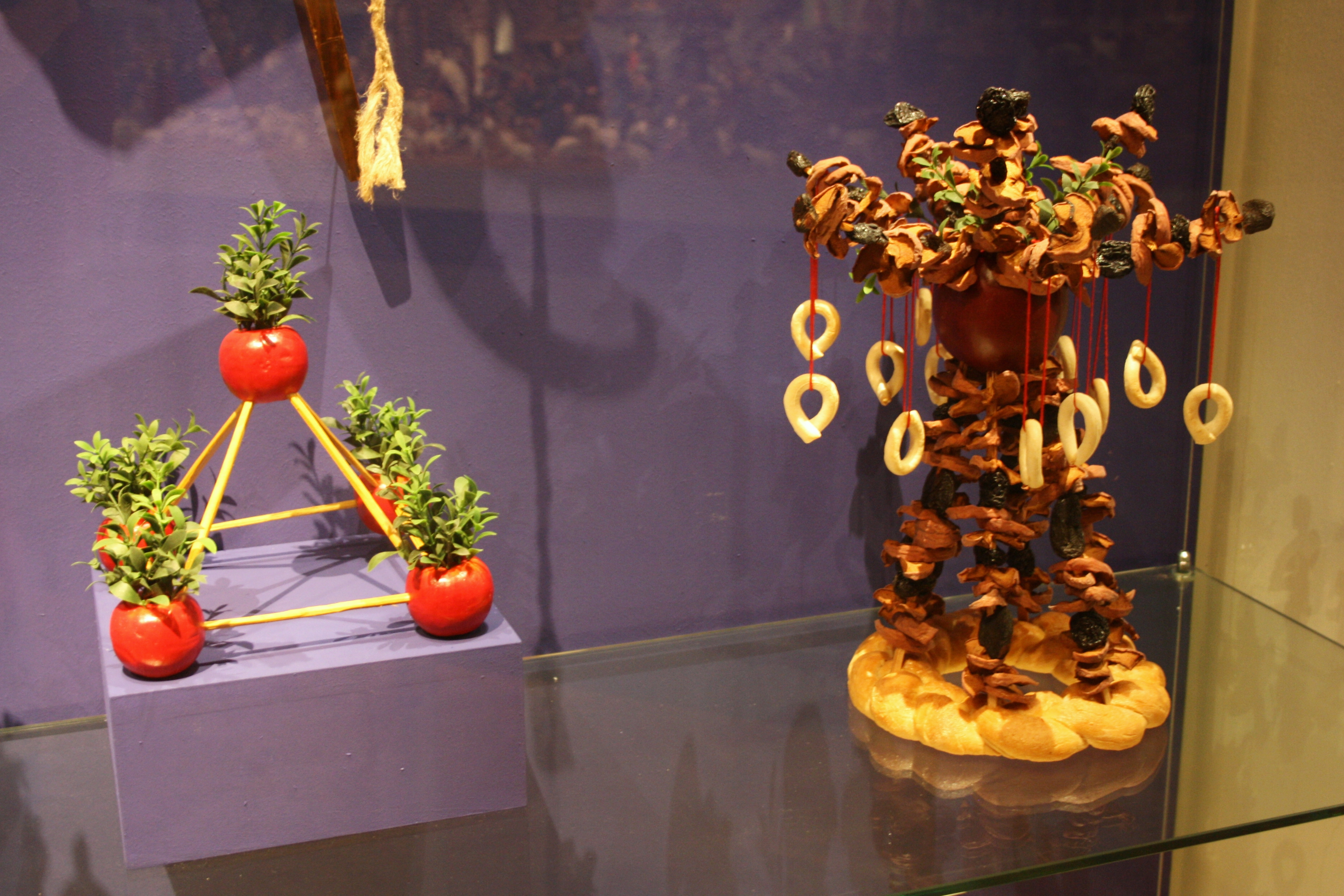
Zahrádka (vlevo) a vrkoč (vpravo) v expozici Národopisného muzea v Letohrádku Kinských

Mikulášský vrkoč je česká adventní dekorace, vytvářená především k příležitosti, svátku svatého Mikuláše v 19. století v okolí Vysokého Mýta ve východních Čechách. Skládá se z jablka, které drží šest špejlí s navlečeným sušeným ovocem, které jsou zapíchnuty do kruhového copu z kynutého těsta. Do jablka jsou pak zapíchány další špejle a na nich jsou navěšeny sladkosti. Celá konstrukce má zhruba čtyřicet centimetrů. Obdobné dekorace byly vytvářeny kdysi i ve větším provedení, například k příležitosti ukončení přástek. Vrkoč mohl být vyráběn také k příležitosti konce masopustu nebo jako dárek na projevení lásky mezi mladými lidmi. Podobná dekorace, nazývaná svět nebo ježek, se skládá z jablka na třech dřevěných nožkách, ozdobeného sušenými plody, sladkostmi, zimostrázem a svatým obrázkem.
Podobnou dekorací je zahrádka z pěti jablek spojených dřívky, která vytváří model jehlanu, dále ozdobený větvičkami zimostrázu a nabobtnaným hráškem. Existence zahrádky je doložena z konce 19. století a etnografka Jiřina Langhammerová jí přisuzuje jihočeský původ. Pod jménem paradeisl „ráj“ je ale stejná dekorace známa i v Bavorsku a Rakousku.